# Namco
Namco Limited — бывший японский многонациональный разработчик и издатель видеоигр со штаб-квартирой в Токио. Компания имела несколько международных филиалов, включая Namco America в Санта-Кларе, Калифорния, Namco Europe в Лондоне, Namco Taiwan в Гаосюне и Shanghai Namco в материковом Китае.
Компания Namco была основана 1 июня 1955 года Масаей Накамурой под названием Накамура Сэйсакусё (яп. 株式会社中村製作所) и начала свою деятельность как оператор аттракционов. После реорганизации в Nakamura Manufacturing Company в 1959 году, партнёрство с Walt Disney Productions обеспечило компанию ресурсами для расширения деятельности. Компания вошла в индустрию видеоигр после приобретения в 1974 году испытывающего трудности японского подразделения Atari, и начала распространять в Японии такие игры, как Breakout. В 1977 году компания переименовалась в Namco и годом позже выпустила Gee Bee, свою первую оригинальную видеоигру. Среди первых крупных хитов Namco была стрелялка Galaxian в 1979 году. За ней последовала игра Pac-Man в 1980 году, ставшая самой продаваемой аркадной игрой всех времён. Namco процветала во время золотого века аркадных видеоигр в начале 1980-х годов, выпуская такие популярные игры, как Galaga, Xevious и Pole Position.
Компания Namco вышла на рынок домашних игровых систем в 1984 году, переделав свои аркадные игры для игровой системы Nintendo Family Computer. В 1985 году её американское подразделение приобрело большую часть Atari Games, а затем в 1987 году продало её после разногласий между двумя компаниями. Споры с Nintendo по поводу лицензионных контрактов привели к тому, что Namco начала выпускать игры для конкурирующих платформ, таких как Sega Mega Drive, TurboGrafx-16 и PlayStation. Ранняя поддержка PlayStation компанией Namco сыграла решающую роль в успехе игровой системы. Компания продолжала выпускать хитовые игры в 1990-х годах, такие как Ridge Racer, Tekken и Taiko no Tatsujin. В конце 1990-х и в 2000-х годах Namco испытывала многочисленные финансовые затруднения, вызванные нестабильной экономикой Японии и сокращением рынка игровых автоматов. В 2005 году Namco объединилась с Bandai и образовала Namco Bandai Holdings, японский развлекательный конгломерат. Компания продолжала выпускать игры, пока в 2006 году не была объединена с Namco Bandai Games.
Namco выпустила несколько многомиллионных игровых франшиз, таких как Pac-Man, Galaxian, Tekken, Tales, Ridge Racer и Ace Combat. Компания управляла залами игровых автоматов и парками развлечений по всему миру, а также выпускала фильмы, игрушки, игровые автоматы и управляла сетью ресторанов. В ретроспективе компанию Namco вспоминают за её уникальную корпоративную модель, за её значение для индустрии и за её достижения в области технологий. Её преемник, компания Bandai Namco Entertainment, и её дочерние предприятия продолжают использовать бренд Namco для своих игровых автоматов и других развлекательных продуктов.

## История

### Основание Namco и приобретение компании Atari Japan (1955—1977)

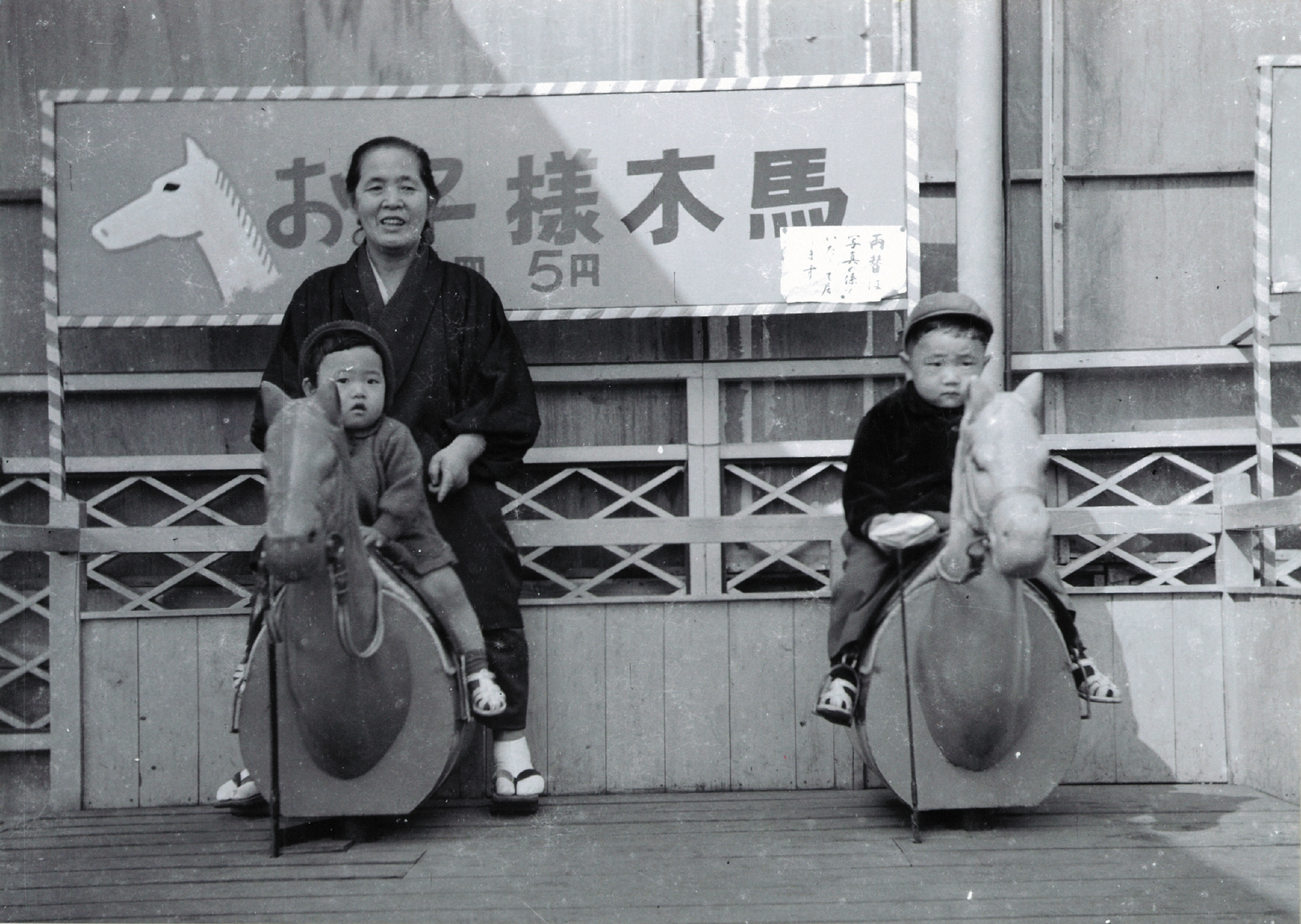
Две механические лошадки-качалки, установленные компанией Nakamura Seisakusho в 1955 году

1 июня 1955 года японский бизнесмен Масая Накамура основал компанию Накамура Сэйсакусё (ООО) в Икегами, Токио. Сын владельца фирмы по ремонту ружей, Накамура оказался не в состоянии найти работу по выбранной им профессии судостроителя в условиях кризиса экономики после Второй мировой войны. Накамура основал свою собственную компанию после того, как бизнес его отца достиг успеха в производстве пневматических ружей из пробки. Имея всего 300 000 японских иен — на тот момент 12 000 долларов США, — Накамура потратил эти деньги на двух лошадей-качалок с ручным приводом, которые он установил в саду на крыше универмага Мацуя в Йокогаме.
Лошади нравились детям и принесли приличную прибыль Накамуре, который начал расширять свой бизнес, чтобы охватить другие небольшие заведения. В 1959 году в результате реорганизации бизнеса компания была переименована в Nakamura Manufacturing Company. В 1963 году сеть универмагов Mitsukoshi заметила его успех и обратилась к нему с идеей построить аттракцион на крыше своего магазина в Нихонбаси, Токио. Он состоял из лошадей-качалок, автомата для просмотра картинок и пруда для игры в кингё-сукуй, а центральным элементом был движущийся поезд под названием Roadaway Race. Это место стало популярным и привело к тому, что Mitsukoshi запросила постройку парков развлечений на крышах всех своих магазинов.
Наряду с Taito, Rosen Enterprises и Nihon Goraku Bussan, Nakamura Manufacturing Company стала одной из ведущих японских компаний по производству аттракционов. По мере роста бизнеса компания использовала своё влияние, чтобы закупать автоматы оптом у других производителей со скидкой, а затем продавать их мелким торговым точкам по полной цене. Хотя её автоматы хорошо продавались, Nakamura Manufacturing не имела производственных линий и дистрибьюторских сетей аналогичным своим конкурентам, что делало их производство более длительным и дорогим.
Компания не могла разместить свои автоматы в магазинах, поскольку другие производители уже имели эксклюзивные права на эти места. В ответ на это компания Nakamura Manufacturing открыла производственный завод в феврале 1966 года, переместив свой корпоративный офис в четырёхэтажное здание в Ота, Токио. Компания заключила соглашение с Walt Disney Productions на производство детских аттракционов с изображением её персонажей, а также аттракционов с использованием популярных персонажей аниме, таких как Кю-Таро; этот шаг позволил компании ещё больше расширить свою деятельность и стать движущей силой на японском рынке монетных игр. Хотя производственный комплекс в основном предназначался для диснеевских и аниме-аттракционов, Накамура также использовал его для создания более крупных, более сложных механических игр. Первой из них была Torpedo Launcher 1965 года, тир для подводной охоты, позже названный Periscope. Среди других продуктов компании были игры с пистолетом на тематику Ultraman и игры, похожие на пинбол, с персонажами Osomatsu-kun.
Название Namco, сокращение от Nakamura Manufacturing Company, было введено в 1971 году в качестве торговой марки для нескольких машин компании. Компания выросла до десяти сотрудников, среди которых был и сам Накамура. Компания продолжала пользоваться успехом благодаря своим аркадным играм, которые стали обычным явлением в боулингах и продуктовых магазинах. Компания также создала роботехническое подразделение по производству роботов для развлекательных центров и фестивалей, таких как роботы для раздачи брошюр, машины для изготовления лент и робот по имени Путан, который решал заранее построенные лабиринты.
В августе 1973 года американская игровая компания Atari начала создавать ряд подразделений в Азии, одно из которых было названо Atari Japan. Президент компании, Кэнъити Такуми, обратился в начале 1974 года к Накамуре с предложением о том, чтобы Namco стала дистрибьютором игр Atari по всей Японии. Накамура, уже планировавший глобальное расширение после успеха своей компании, согласился на сделку. Отчасти из-за воровства со стороны работников, Atari Japan оказалась на грани финансового краха и почти развалилась в первые несколько лет своей работы. Когда Такуми перестал выходить на работу, компания была передана Хидэюки Накадзиме, бывшему сотруднику Japan Art Paper Company. Соучредитель Atari Нолан Бушнелл, чья компания тоже уже испытывала трудности в Америке, решил продать японское подразделение. Его посреднику, Рону Гордону, было поручено найти покупателя для Atari Japan. После отказа Sega и Taito, предложение Гордона было принято Накамурой за 1,18 млн долларов США, хотя Накамура сообщил Бушнеллу, что его компания не в состоянии выплатить деньги к сроку. Поскольку других покупателей на Atari Japan не было, Бушнелл в конце концов разрешил Накамуре выплатить только 550 000 долларов США, а затем 250 000 долларов США в год в течение трёх лет. Это приобретение позволило Nakamura Manufacturing распространять игры Atari по всей Японии и сделало её одной из крупнейших в стране компаний по производству аркадных игр.
Покупка Atari в Японии не принесла немедленного успеха, отчасти из-за увлечения медальными играми в 1970-х годах. Хотя Nakamura Manufacturing добилась некоторого успеха с импортными играми, такими как Tank от Kee Games, снижение популярности японской индустрии видеоигр не сделало их столь прибыльными, как ожидалось. Рынок стал более жизнеспособным в 1976 году после введения японским правительством ограничений на медальные игры, поскольку Nakamura Manufacturing начала получать более высокие прибыли. Последующий импорт игры Breakout от Atari был настолько успешным, что привёл к разгулу пиратства в отрасли. К концу года Nakamura Manufacturing стала одной из ведущих японских компаний по производству видеоигр.

### Galaxian, Pac-Man, и успех в аркадном бизнесе (1977—1984)
В июне 1977 года компания Nakamura Manufacturing изменила своё корпоративное название на Namco. Компания открыла в Гонконге подразделение под названием Namco Enterprises Asia, которое занималось обслуживанием видеоаркад и центров развлечений. Поскольку присутствие Namco в Японии неуклонно росло, Накадзима предложил Накамуре открыть подразделение в США, чтобы повысить узнаваемость бренда во всем мире. Накамура согласился на это предложение и 1 сентября 1978 года основал компанию Namco America в Саннивейле, штат Калифорния. С Накадзимой в качестве президента и Сатаси Бутани в качестве вице-президента, целью Namco America был импорт игр и лицензирование их таким компаниям, как Atari и Bally Manufacturing. Namco America сама выпустила несколько электромеханических игр, таких как Shoot Away 1977 года.
Когда индустрия видеоигр в Японии расцвела в 1970-х годах после выхода игры Space Invaders от компании Taito, Namco обратила своё внимание на создание собственных видеоигр. Хотя лицензионные игры Atari по-прежнему приносили прибыль, продажи снижались, а качество используемого оборудования стало ухудшаться. По рекомендации инженера компании Сигэкадзу Исимуры, компания переоборудовала свой производственный комплекс в Ота в небольшое игровое подразделение и приобрела у NEC старые компьютеры для обучения сотрудников. В октябре 1978 года Namco выпустила Gee Bee, свою первую собственную игру. Разработанная Тору Иватани, новым сотрудником компании, эта игра представляет собой видео-пинбол, включающий в себя элементы из Breakout и подобных клонов. Хотя игра Gee Bee не оправдала ожиданий компании и не смогла конкурировать с такими играми, как Space Invaders, она позволила Namco укрепиться на рынке видеоигр. В 1979 году компания Namco издала свой первый крупный хит Galaxian, одну из первых видеоигр, в которой была использована цветная графика формата RGB, бонусы за заработанные очки и аппаратная реализация тайловой графики. Galaxian за эти инновации считается исторически важной игрой, а также за то, что механика игры основана на игровом процессе Space Invaders и развивает его. Она была выпущена в Северной Америке компанией Midway Manufacturing, подразделением видеоигр компании Bally, где стала одной из самых продаваемых игр и наладила отношения между компанией и Namco.
Жанр космических шутеров стал повсеместным к концу десятилетия, а такие игры, как Galaxian и Space Invaders, стали обычным явлением в японских центрах развлечений. Поскольку видеоигры часто изображали убийство врагов и стрельбу по мишеням, в индустрии преобладала преимущественно мужская часть игроков. Тору Иватани начал работу над видеоигрой-лабиринтом, ориентированной в первую очередь на женщин, с простым игровым процессом и узнаваемыми персонажами. Вместе с небольшой командой он создал игру под названием Puck Man, где игроки управляли персонажем, который должен был поедать точки в замкнутом лабиринте, избегая при этом четырёх призраков, которые преследовали его. В основу игрового процесса Иватани положил приём пищи и создал персонажей с мягкими цветами и упрощёнными выражениями лица. Puck Man был запущен 22 мая 1980 года в Японии в тестовую эксплуатацию а затем в июле вышел в широкую продажу. Она имела лишь скромный успех; игроки больше привыкли к стрелковому игровому процессу Galaxian, в отличие от визуально отличительных персонажей и стиля игры Puck Man. В декабре 1980 года игра была выпущена в Северной Америке под названием Pac-Man. Простота и абстрактные персонажи игры Pac-Man сделали её неотъемлемой частью популярной культуры, породив франшизу с многомиллионными продажами.
В начале 1980-х годов компания Namco регулярно выпускала успешные игры. В 1981 году компания выпустила Galaga, продолжение Galaxian, получившее признание критиков и обогнавшее предшественницу по популярности благодаря быстрому темпу действий и бонусам. В 1982 году вышла Pole Position, гоночная игра, в которой впервые использовалась настоящая гоночная трасса — Фудзи Спидвей — и которая помогла заложить основы жанра гонок. В том же году компания выпустила игру Dig Dug, головоломку, которая позволяла игрокам создавать свои собственные лабиринты. Самым большим успехом Namco после Pac-Man стал вертикальный шутер Xevious в 1983 году, разработанный новым сотрудником компании, Масанобу Эндо. Благодаря использованию в Xevious пререндеренных визуальных эффектов, боёв с боссами и целостного мира, игра имела ошеломляющий успех в Японии и рекордные показатели продаж, не виданные со времён Space Invaders. Успех игры привёл к появлению товаров, проведению турниров по игре и выпуску первого альбома саундтреков к видеоигре. В том же году Namco выпустила Mappy, ранний сайд-скроллинговый платформер, и сиквел Pole Position — Pole Position II. Год спустя Эндо взялся за разработку The Tower of Druaga, игры-лабиринта, которая помогла определить концепцию ролевой игры в жанре экшн. Дизайн Druaga повлиял на такие игры, как The Legend of Zelda от Nintendo. В 1984 году также вышла Pac-Land, игра-платформер на тему Pac-Man, проложившая дорогу таким же играм, как Super Mario Bros., и Gaplus, умеренно успешное обновление Galaga. Успех аркадных игр компании Namco побудил её запустить собственное печатное издание Namco Community Magazine NG, чтобы позволить своим поклонникам взаимодействовать с разработчиками.

### Успех на домашних игровых системах (1984—1989)

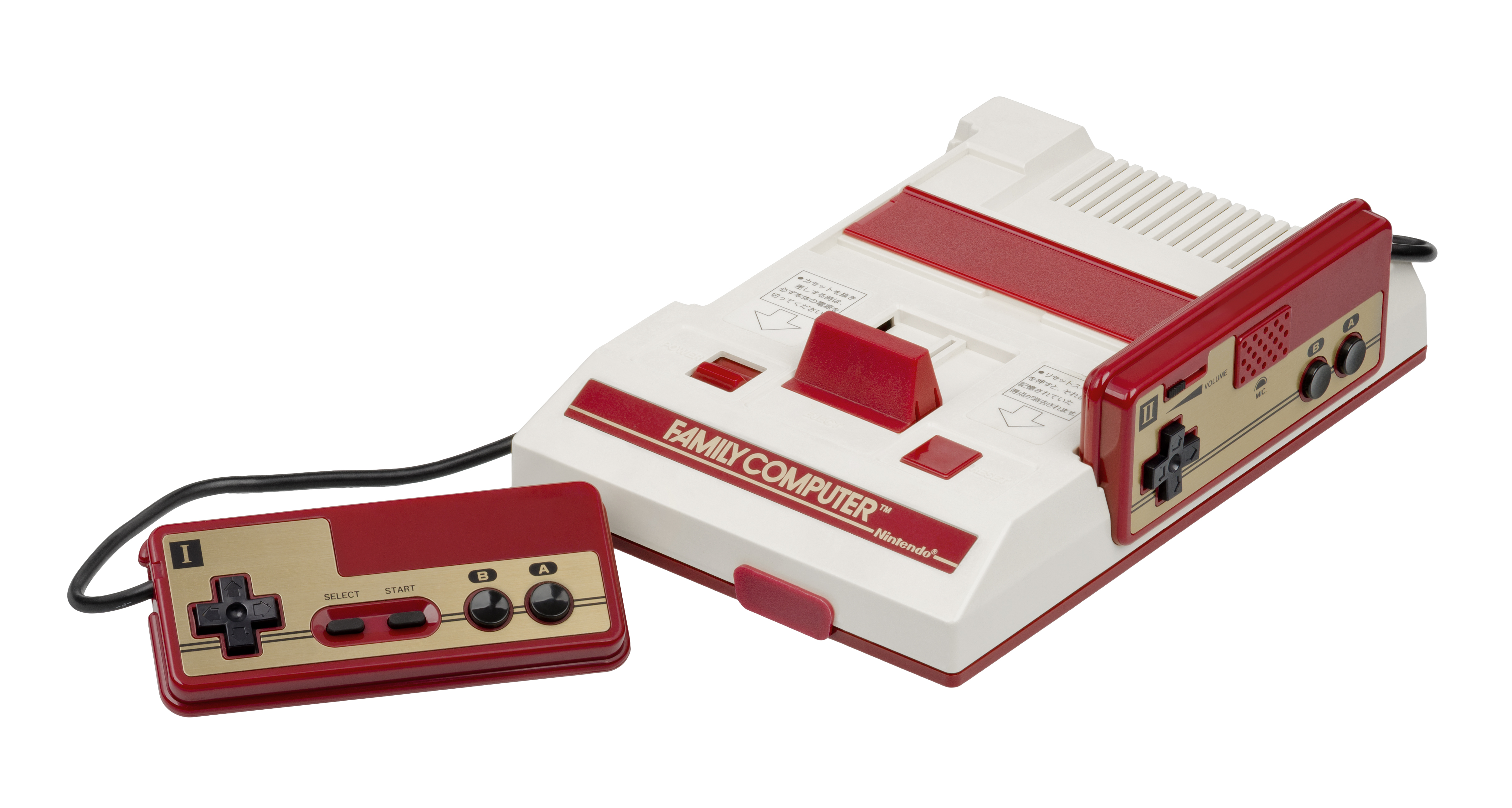
Namco стала одним из первых сторонних разработчиков для Famicom, а порты её аркадных игр увеличили продажи системы.

В июле 1983 года Nintendo выпустила Family Computer — игровую приставку, в которой для игр использовались сменные картриджи. В начале продаж приставка поставлялась с портами некоторых популярных аркадных игр Nintendo, таких как Donkey Kong, которые в то время считались высококачественными. Хотя Namco признавала потенциал системы, позволяющий потребителям играть в точные версии её игр, компания решила повременить с этой идеей после того, как её порты для таких платформ, как Sord M5, потерпели неудачу. Накамура предложил своему зятю, Сигэити Исимуре, поработать с командой над обратной разработкой и изучением аппаратного обеспечения Famicom. Его команда с учётом новых знаний о возможностях игровой приставки создала новую версию игры Galaxian, которая превзошла по качеству предыдущие домашние издания игры. Порт был представлен президенту Nintendo Хироси Ямаути вместе с уведомлением о том, что Namco намерена выпустить игру как с одобрения Nintendo, так и без него. Демонстрация Namco послужила толчком к решению Nintendo создать лицензионную программу для игровой приставки. Namco подписала пятилетний контракт на лицензионные отчисления и получила ряд льготных условий, таких как возможность производить собственные картриджи.
В 1984 году была создана дочерняя компания Namcot, которая стала подразделением Namco по разработке приставочных игр. В сентябре она выпустила свои первые четыре игры: Galaxian, Pac-Man, Xevious и Mappy. Xevious была продана тиражом более 1,5 миллиона копий и стала первым «killer application» Famicom. Namcot также начала выпускать игры для MSX, популярного японского компьютера. Порты аркадных игр Namco считались высококачественными и помогли увеличить продажи Famicom. Namcot была финансово успешной и стала важной опорой компании; когда в 1985 году Namco перевезла свою штаб-квартиру в токийский район Ота, на строительство её здания была пущена прибыль, полученная от выпуска игры Xevious на Famicom. В результате здание получило прозвище «Xevious». Устройство Talking Aid, предназначенное для коррекции нарушений речи, было частью попыток компании выйти на другие рынки.
К тому времени, когда кризис индустрии видеоигр 1983 года завершился в 1985 году выпуском Nintendo Entertainment System, компания Atari фактически потерпела крах. Испытывая многочисленные финансовые трудности и теряя контроль в отрасли, материнская компания Warner Communications продала подразделения по производству персональных компьютеров и домашних консолей Джеку Трэмиелю, основателю Commodore International, который переименовал свою компанию Tramel Technology в Atari Corporation. Компания Warner осталась с подразделениями аркадных игр и компьютерного программного обеспечения Atari, которые она переименовала в Atari Games. Namco America 4 февраля 1985 года приобрела 60 % акций Atari Games через свою дочернюю компанию AT Games, а Warner осталась владельцем оставшихся 40 %. Это приобретение дало Namco эксклюзивные права на распространение игр Atari в Японии.
Накамура начал терять интерес к Atari Games вскоре после приобретения. Поскольку он начал рассматривать Atari как конкурента Namco, он не решался вливать в компанию дополнительные средства и ресурсы. Накамуре также не нравилось, что ему придётся делить долю собственности с Warner Communications, он боялся, что это может привести к потере контроля над Atari Games и банкротству Namco. Накадзима был разочарован попытками Накамуры продвигать видеоигры Atari в Японии и постоянно спорил с ним о том, в каком направлении следует развивать компанию. Считая приобретение контрольного пакета акций неудачным, в 1987 году Namco America продала 33 % своего пакета акций Atari Games группе сотрудников во главе с Накадзимой. Это побудило Накадзиму уйти из Namco America и стать президентом Atari Games. Он основал издательство Tengen, которое боролось с лицензионными ограничениями Nintendo по изданию игр на NES, путём продажи нескольких нелицензионных игр, среди которых были порты аркадных игр Namco. Хотя в результате продажи Atari Games стала независимым предприятием, Namco по-прежнему владела миноритарной долей в компании, а Накамура сохранял свой пост председателя совета директоров до середины 1988 года.

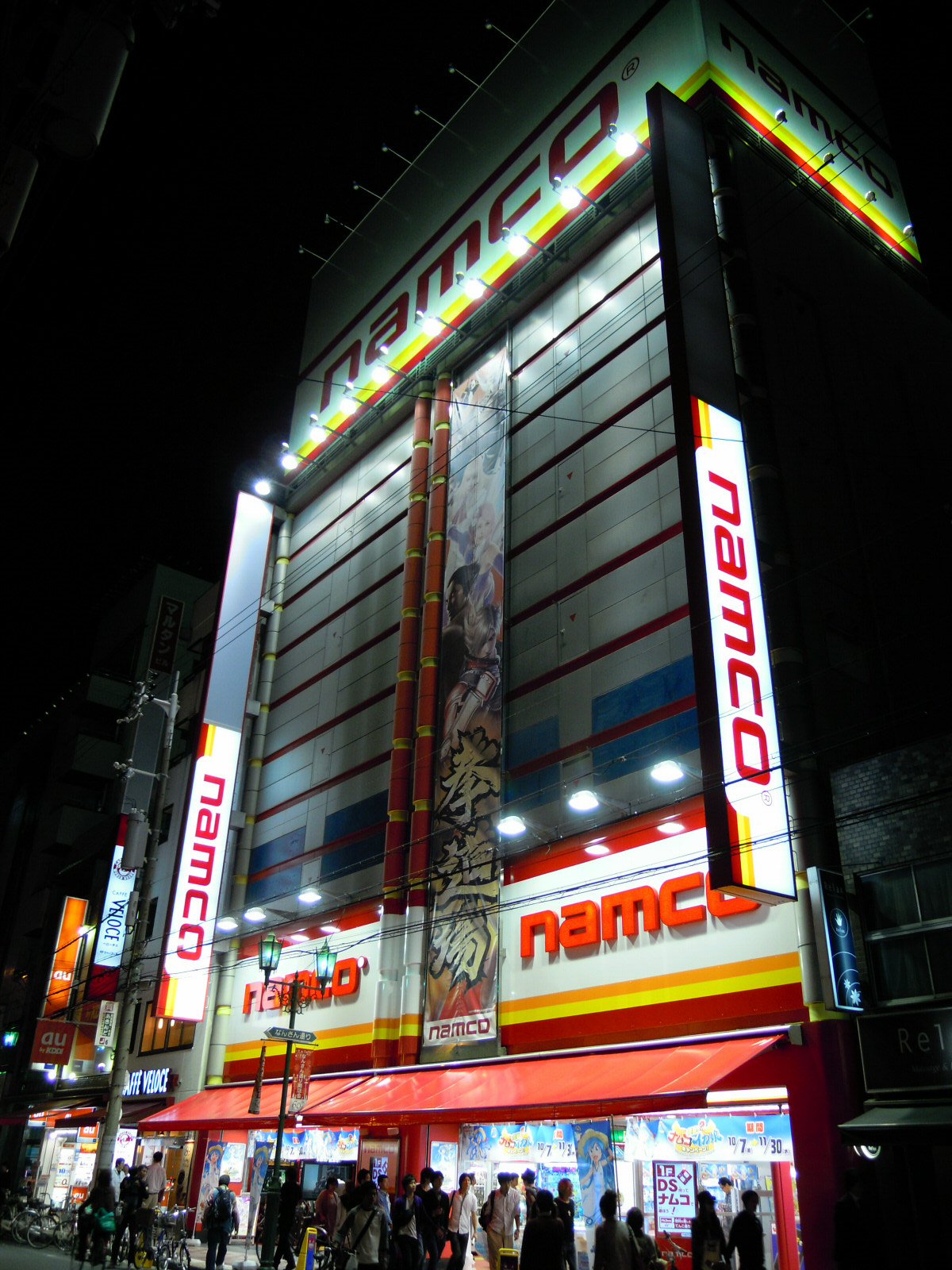
Зал игровых автоматов в Осаке под брендом Namco

В Японии Namco продолжала стремительно развиваться. Она выпустила игру Pro Baseball: Family Stadium для Famicom, которая получила признание критиков и была продана тиражом более 2,5 миллионов копий. Её продолжение, Pro Baseball: Family Stadium '87 продалось количеством в два миллиона экземпляров. В 1986 году Namco вошла в ресторанный бизнес, приобретя сеть кафе Italian Tomato. Она также выпустила Sweet Land, популярный призовой автомат на конфетную тематику. Одним из самых больших хитов Namco этой эпохи стала гоночная игра Final Lap 1987 года. Она считается первой аркадной игрой, позволявшей подключать или «соединять» несколько автоматов для участия нескольких игроков совместно в одной гонке. Final Lap стала одной из самых прибыльных аркадных игр той эпохи в Японии, оставаясь на вершине чартов продаж до конца десятилетия.
Постоянный успех компании Namco в области игровых автоматов обеспечил её аркадному подразделению доход и ресурсы, необходимые для финансирования отделов исследований и разработок. Среди первых творений этих отделов был вертолётный шутер Metal Hawk в 1988 году, помещённый в аркадный корпус с симулятором движения. Высокая стоимость разработки не позволила наладить его серийное производство. Хотя большинство её усилий по аркадным играм, основанным на симуляторах движений, были коммерчески неудачными, Namco заинтересовалась ими и начала их разработку в более широком масштабе. В 1988 году компания Namco стала заниматься кинопроизводством, распространяя в кинотеатрах фильм «Киборг-ниндзя», к выходу которого была приурочена видеоигра Mirai Ninja. Namco также разработала beat 'em up Splatterhouse, который привлёк внимание своей приверженностью к крови и расчленению, и Gator Panic, разновидность игры Whac-A-Mole, которая стала популярной в японских залах игровых автоматов и развлекательных центрах. В начале 1989 года компания Namco представила свою аркадную систему System 21, одну из самых ранних аркадных систем, в которых использовалась настоящая трёхмерная полигональная графика. Система была прозвана «Polygonizer», а компания продемонстрировала её мощь на примере гонки Winning Run. Благодаря аркадному корпусу, который трясся и раскачивал игрока во время игры, Winning Run была признана «прорывным продуктом с точки зрения техники программирования» и привлекла значительное внимание прессы. Игра Winning Run была коммерчески успешной, что убедило Namco продолжить исследования в области 3D-видеоигр. Залы игровых автоматов под вывеской Namco продолжали открываться в Японии и за рубежом, как например, сеть семейных игровых автоматов Play City Carrot.

### Выход на другие рынки (1989—1994)
Успех компании Namco на рынке потребительских игр продолжился благодаря «буму Famicom» в конце 1980-х годов. К 1989 году продажи игр для Famicom и NES составляли 40 % годового дохода компании. В этот же период истёк срок действия лицензионного контракта компании с Nintendo; когда Namco попыталась продлить лицензию, Nintendo решила отозвать многие льготные условия, которыми Namco обладала изначально. Хироси Ямаути настаивал на том, что все компании, включая Namco, должны следовать единым правилам. Отмена условий разгневала Накамуру, который объявил, что компания откажется от оборудования Nintendo и сосредоточится на производстве игр для конкурирующих систем, таких как PC Engine. Руководители компании воспротивились этой идее, опасаясь, что это нанесёт серьёзный финансовый удар по компании. Вопреки протестам Накамуры, Namco все равно подписала новый лицензионный контракт с Nintendo. Хотя компания продолжала выпускать игры для игровой техники Nintendo, после этого момента большинство качественных релизов Namco выходило на PC Engine и Sega Mega Drive.

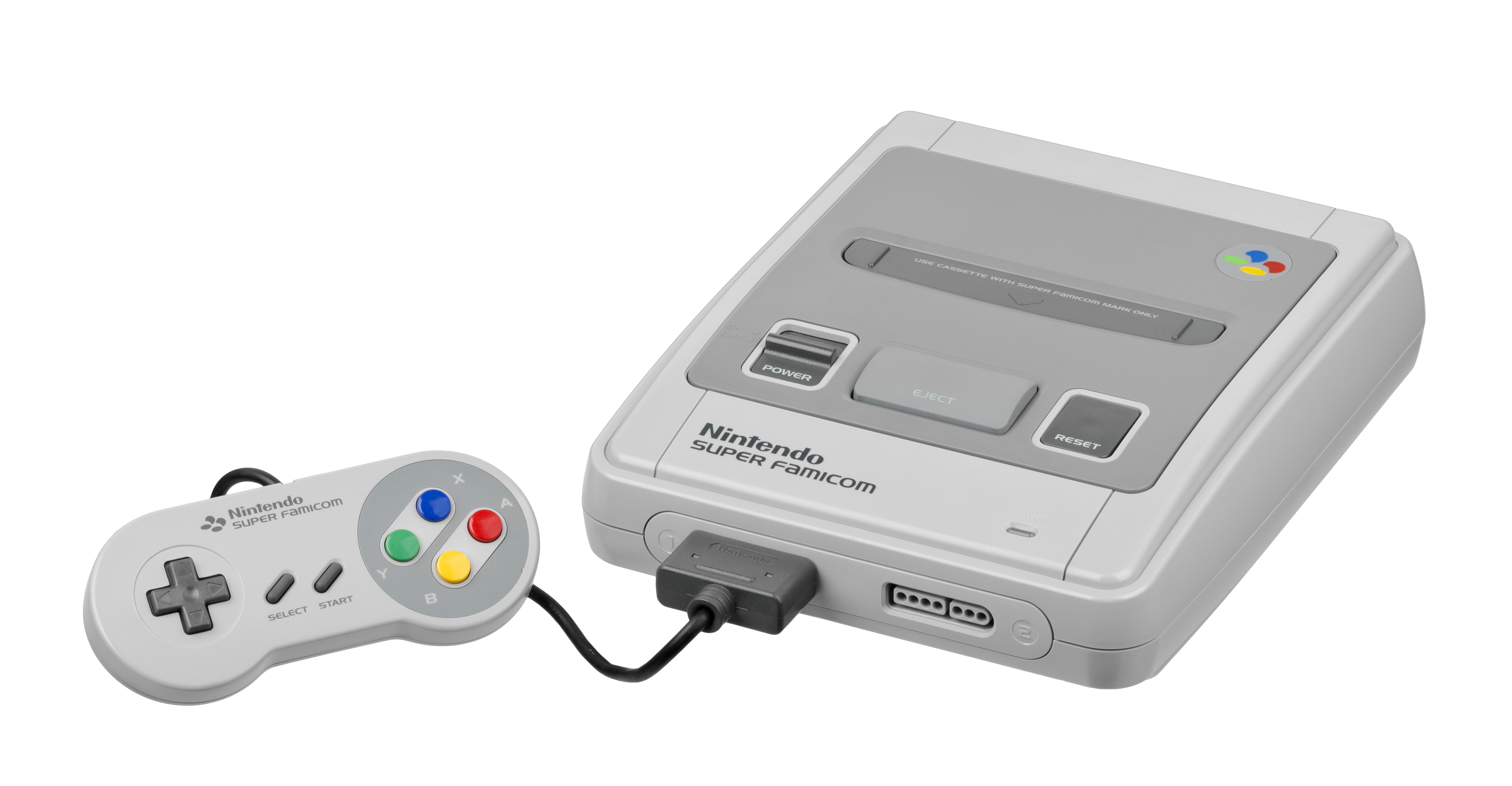
Предполагалось, что невыпущенная 16-битная игровая приставка Namco имела аппаратное обеспечение, сравнимое с Super Nintendo Entertainment System (на илл.)

В 1989 году стало известно, что компания Namco приступила к разработке собственной игровой приставки, чтобы конкурировать с такими компаниями, как Nintendo и NEC. Издание Electronic Gaming Monthly утверждало, что система, работа над которой близилась к завершению, имела аппаратное обеспечение, сравнимое с готовящейся к выпуску Super Nintendo Entertainment System. По словам инженера компании Ютаки Исокавы, она была создана для конкуренции с Mega Drive, 16-битной приставкой от конкурента Namco по аркадным играм — Sega. Поскольку индустрию игровых приставок заполонили другие конкурирующие системы, издания не были уверены в том, насколько хорошо она будет продаваться на рынке. Хотя приставка в итоге так и не была выпущена, она позволила Namco ознакомиться с разработкой домашнего игрового оборудования.
2 мая 1990 года Тадаси Манабэ сменил Накамуру на посту президента Namco. Перед Манабэ, который с 1981 года был представительным директором компании, была поставлена задача укрепить взаимоотношения и командную этику в руководстве. Два месяца спустя Namco расторгла оставшиеся связи с Atari Games, продав Time Warner оставшиеся 40 % доли компании. Взамен Namco America получила подразделение Atari по управлению залами игровых автоматов, Atari Operations, что позволило компании управлять залами игровых автоматов по всей территории США. Также в это время была основана компания Namco Hometek как подразделение Namco America, занимавшееся играми для домашних приставок. Из-за отношений последней с Atari Games и Tengen новая компания не могла стать сторонним лицензиатом Nintendo, поэтому для выпуска своих игр в Северной Америке она полагалась на таких издателей, как Bandai.
В Японии научно-исследовательские подразделения Namco завершили разработку двух аттракционов для тематических парков, которые были продемонстрированы на Международной выставке садов и зелени (Expo '90): Galaxian3: Project Dragoon, трёхмерный рельсовый шутер, с количеством игроков до 28, и тёмный аттракцион на основе The Tower of Druaga. Оба аттракциона имели коммерческий успех и были одними из самых популярных среди выставок Expo '90. В рамках идеи компании о «гиперразвлекательных» видеоиграх инженеры Namco выработали идеи для возможного тематического парка, основываясь на опыте Namco по проектированию и эксплуатации крытых игровых зон и развлекательных комплексов. В игровых автоматах Namco выпустила Starblade, трёхмерный рельсовый шутер, отмеченный за свою кинематографическую подачу.
В феврале 1992 года Namco открыла свой собственный тематический парк Wonder Eggs в районе Футакотамагава Тайм Спарк в Сэтагая, Токио. Описанный как «городской центр развлечений», Wonder Eggs был первым парком развлечений, управляемым видеоигровой компанией. Помимо Galaxian3 и The Tower of Druaga, в парке были представлены карнавальные игры, карусели, симуляторы движения, а также Fighter Camp — первый авиасимулятор, доступный публике. В парке регулярно наблюдалась высокая посещаемость: 500 000 посетителей в первые несколько месяцев работы и более миллиона к концу года. Namco построила парк из желания создать тематический парк, вдохновлённый Диснейлендом, с такими же историями и персонажами, которые присутствуют в её играх. Благодаря Wonder Eggs к декабрю 1992 года доходы Namco увеличились на 34 %. Namco также проектировала небольшие крытые тематические парки для своих крупных развлекательных комплексов по всей стране, таких как Plabo Sennichimae Tenpo в Осаке.

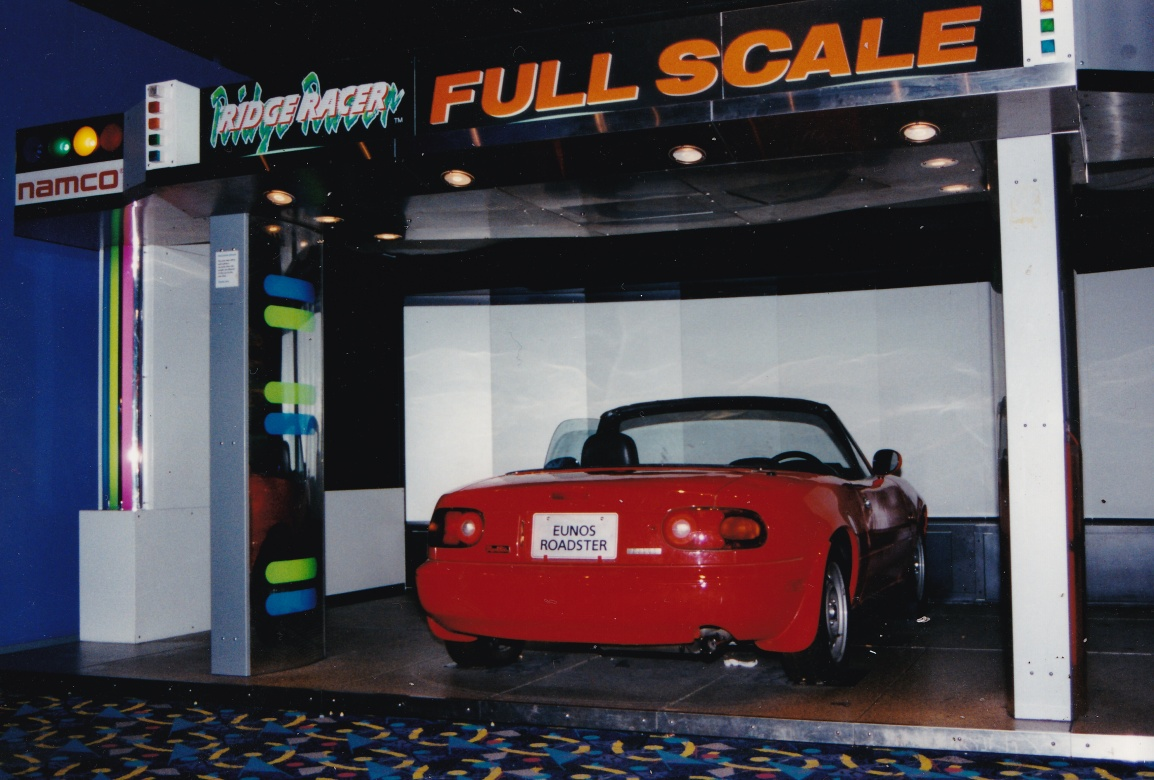
Полноразмерный аркадный автомат Ridge Racer Full Scale, использующий корпус автомобиля Eunos Roadster

Поскольку его тревожное расстройство не позволяло ему нормально управлять компанией, 1 мая 1992 года Манабэ ушёл с поста президента, и его снова заменил Накамура. После этого Манабэ занимал пост вице-председателя компании до своей смерти в 1994 году. Тем временем аркадное подразделение компании начало работу над новой трёхмерной аркадной платформой под названием System 22, способной отображать полигональные и полностью текстурированные трёхмерные модели. Для разработки платы Namco привлекли компанию Evans & Sutherland, разработчика симуляторов боевых самолётов для Пентагона. Первой игрой, использующей System 22, стала Ridge Racer в 1993 году. Использование в игре Ridge Racer трёхмерных текстурированных полигонов и дрифтинга сделало её популярной в игровых автоматах и одним из самых успешных изданий компании Namco, а также стало важной вехой в трёхмерной компьютерной графике. Через год компания повторила свой успех, выпустив трёхмерный файтинг Tekken. Разработанная Сэйити Исии, одним из создателей Virtua Fighter, игра Tekken благодаря широкому набору играбельных персонажей и стабильной частоте кадров превзошла по популярности Virtua Fighter и стала многомиллионно продаваемой франшизой. Компания продолжала расширять свою деятельность за рубежом, в частности, приобретя у Bally Manufacturing сеть залов аркадных автоматов Aladdin’s Castle. В декабре Namco приобрела Nikkatsu, старейшую японскую киностудию, на тот момент находящуюся в процессе банкротства. Покупка позволила Nikkatsu использовать для производства своих фильмов оборудование Namco для компьютерной графики, а Namco смогла закрепиться в японской киноиндустрии.

### Отношения с компанией Sony (1994—1998)

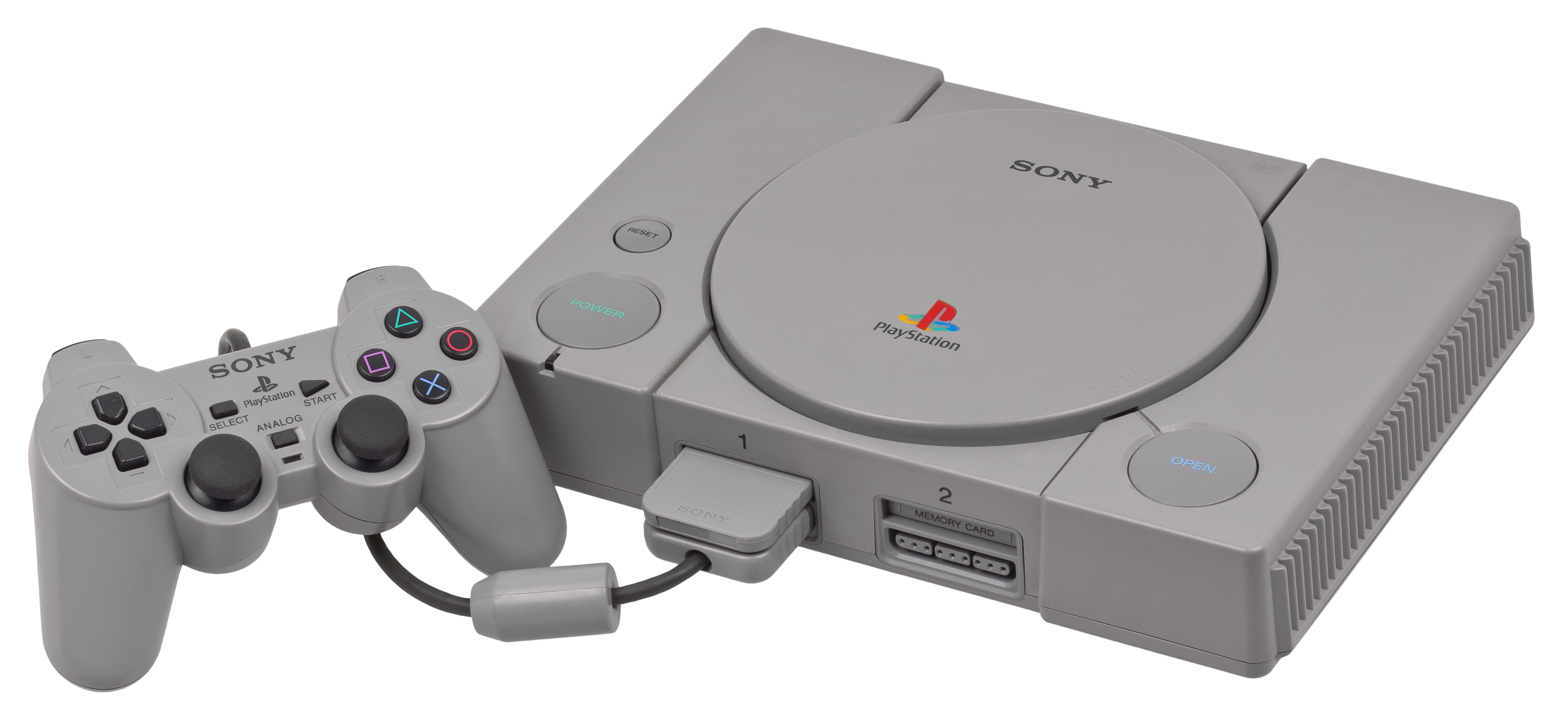
Namco была одной из первых сторонних компаний, поддержавших PlayStation, и помогла системе добиться успеха в первые годы её существования.

В начале 1994 года компания Sony объявила о разработке собственной игровой приставки — 32-битной PlayStation. Разработка приставки началась в 1988 году как сотрудничество между Nintendo и Sony по созданию периферийного устройства на базе компакт-дисков для Super Nintendo Entertainment System. Опасаясь, что Sony возьмёт на себя контроль над всем проектом, Nintendo втайне закрыла проект. Sony решила перенаправить свои усилия на разработку собственной игровой приставки PlayStation. Поскольку у компании не хватало ресурсов для производства собственных игр, Sony обратилась за поддержкой к сторонним компаниям. Namco, разочарованная условиями лицензирования игровых систем Nintendo и Sega, согласилась поддержать PlayStation и стала её первым сторонним разработчиком. Компания начала работу над переносом Ridge Racer, самой популярной аркадной игры в то время. PlayStation была выпущена в Японии 3 декабря 1994 года, и одной из первых игр на ней была Ridge Racer. Только в день запуска PlayStation разошлась тиражом в 100 000 единиц, и издания приписывают Ridge Racer помощь приставке в достижении успеха, который дал ей преимущество перед конкурентом, Sega Saturn. Некоторое время эта игра была самой продаваемой игрой для PlayStation в Японии.
Namcot была поглощена Namco в 1995 году. Её последней игрой стал порт Tekken для PlayStation, выпущенный в марте в Японии и в ноябре по всему миру. Tekken был разработан для аркадной системы System 11 компании Namco, которая была основана на аппаратном обеспечении PlayStation. Это позволило домашней версии игры стать практически идеальным повторением своего аркадного аналога. Tekken стала первой игрой для PlayStation, проданной тиражом в один миллион копий, и сыграла важную роль в успехе игровой системы на рынке. Sony признала заинтересованность Namco в развитии приставки, в результате чего Namco получила особое отношение со стороны Sony, а ранние рекламные материалы стали сопровождаться слоганом «PlayStation: Powered by Namco». Namco также получила права на производство игровых контроллеров, таких как NeGcon, которые она разработала на основе своих знаний, полученных при создании своей ранее отменённой приставки. Хотя компания подписала контракты на производство игр для таких систем, как Sega Saturn и 3DO Interactive Multiplayer, до конца десятилетия Namco сосредоточила свои усилия на разработке игр для PlayStation.
Чтобы привлечь игроков в свои залы игровых автоматов, подразделение аркадных игр Namco начало выпускать игры с уникальными и необычными стилями управления и игровым процессом. В 1995 году компания выпустила Alpine Racer, игру с горными лыжами, которая была удостоена награды «Лучшее новое оборудование» на выставке Ассоциации операторов аттракционов и музыки (AMOA). Time Crisis, шутер со световым пистолетом, примечательный своей механикой пригибания за препятствиями при нажатии на педали, помог задать стандарт для жанра в целом, а Prop Cycle получил известность благодаря использованию игрового контроллера-велосипеда, на котором игрок крутил педали. Фотобудка Star Audition, которая предлагала игрокам шанс стать звездой шоу-бизнеса, стала медийной сенсацией в Японии. Компания Namco Operations, которая в 1996 году была переименована в Namco Cybertainment, в апреле приобрела сеть игровых автоматов Edison Brothers Stores. Namco также представила Postpaid System, централизованную систему оплаты картами, как средство борьбы с пиратством IC-карт в японских залах игровых автоматов.
В сентябре 1997 года Namco объявила о том, что начнёт разработку игр для Nintendo 64, игровой системы, которая испытывала трудности с поддержкой со стороны сторонних разработчиков. Namco подписала контракт с Nintendo, согласно которому компания могла выпустить две игры для консоли — Famista 64, игру из серии Family Stadium, и неназванную ролевую игру для периферийного устройства Nintendo 64DD. Ролевая игра так и не была выпущена, а 64DD оказалась коммерчески неудачной. В октябре 1998 года, который одно издание назвало «самым потрясающим альянсом в этой индустрии за долгое время», Namco объявила о заключении партнёрского соглашения со своим давним конкурентом Sega, чтобы выпустить некоторые из своих игр на недавно представленной Dreamcast. Поскольку Namco в основном разрабатывала игры для оборудования Sony и была одним из крупнейших сторонних разработчиков для PlayStation, объявление удивило новостные издания. Для своей аркадной платы System 12 на базе PlayStation компания Namco выпустила в 1998 году файтинг Soulcalibur, основанный на использовании оружия. Порт игры для Dreamcast 1999 года, отличающийся многочисленными графическими улучшениями и новыми игровыми режимами, является первым примером того, как консольная игра стала лучше своей аркадной версии. Soulcalibur продалась тиражом более миллиона экземпляров, получила множество наград и способствовала раннему успеху Dreamcast.

### Финансовый спад и реструктуризация (1998—2005)
В 1998 году Namco начала испытывать спад продаж потребительского программного обеспечения в результате японской рецессии «потерянного десятилетия», которая повлияла на спрос на видеоигры, поскольку у потребителей стало меньше времени на игры. Аркадное подразделение компании столкнулось с аналогичными трудностями, продемонстрировав спад на 21 % в конце финансового года, закончившегося в марте 1998 года. Американская компания Namco Cybertainment подала заявление о защите от банкротства по главе 11 в августе, будучи вынужденной закрыть несколько сотен своих малоэффективных игровых залов в Северной Америке, в то время как её материнская компания проходила реорганизацию. В своём годовом отчёте за 1998 год Namco сообщила о падении чистых продаж на 26,3 %, в чем она частично обвинила низкие расходы потребителей. Ещё одно падение на 55 % было зафиксировано в ноябре 1999 года, когда сократился выпуск игр для домашних приставок. Чтобы диверсифицировать свою деятельность, Namco вышла на рынок игр для мобильных телефонов, представив Namco Station — торговую площадку для сотовых устройств i-Mode, на которой были представлены мобильные версии аркадных игр, таких как Pac-Man и Galaxian. Компания также приобрела Monolith Soft, разработчика ролевых игр, наиболее известного по созданию серии игр Xenosaga. Компания продолжала внедрять новые концепции для аркад, чтобы привлечь игроков, например, Cyber Lead II — аркадный автомат, оснащённый слотами для карт памяти PlayStation и Dreamcast VMU.

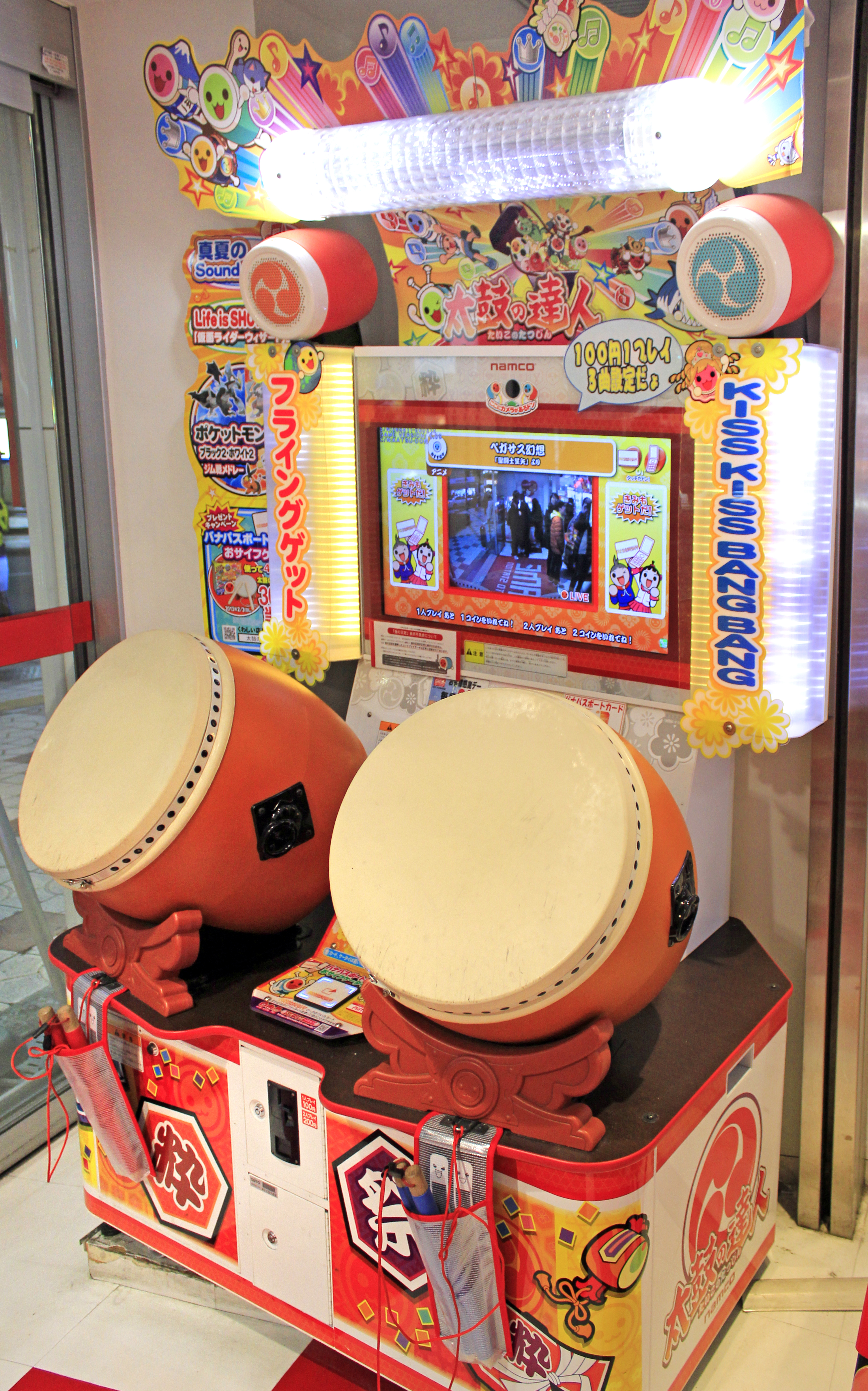
Taiko no Tatsujin была одним из самых больших хитов Namco в 2000-х годах.

Финансовые потери Namco усугубились в 2000-х годах. Японская газета «Нихон кэйдзай симбун» сообщила, что в октябре 2000 года компания понесла убытки в размере 2,1 миллиардов японских иен, и что Namco намекнула на это во время мероприятия с аналитиками отрасли, обвинив в своих трудностях депрессию в японской экономике и сокращение рынка аркадных игр. 31 декабря 2000 года компания закрыла парк Wonder Eggs, посещаемость которого к тому моменту составляла шесть миллионов человек, а также закрыла многие залы игровых автоматов, которые приносили невысокую прибыль. Компания Namco начала 2001 финансовый год с чистыми убытками в размере 6,5 млрд иен и снижением доходов на 95 %, что серьёзно повлияло на график выпуска игр и корпоративную структуру компании. Прогнозы по прибыли компании были снижены, чтобы учесть потери, стратегия развития была пересмотрена, чтобы сосредоточиться в основном на устоявшихся франшизах, а 250 сотрудников были сокращены, что компания назвала «досрочным выходом на пенсию». Для увеличения доходов Namco провела реструктуризацию, которая включала в себя перестановки в руководстве компании и объявление о разработке игр для Nintendo GameCube и Microsoft Xbox.
Вслед за финансовыми трудностями аркадное подразделение Namco подверглось массовой реорганизации. Это подразделение добилось большого успеха благодаря Taiko no Tatsujin, популярной ритм-игре на барабанах, в которой игроки бьют в такт песне по контроллеру в виде барабана тайко. Taiko no Tatsujin стал бестселлером и породил одну из самых популярных и плодовитых франшиз компании. Североамериканские подразделения Namco, тем временем, подверглись реорганизации и реструктуризации вследствие снижения прибыли. Подразделение Namco Hometek лишилось своих отделов исследований и разработок после того, как Namco разочаровалась в качестве её релизов. Продолжающееся расширение компании в другие подразделения, не связанные с видеоиграми, включая реабилитационную электронику и веб-сайты туристических агентств, послужило толчком к созданию инкубационного центра Namco Incubation Center, который должен был контролировать эти предприятия. В инкубационном центре также располагалась игровая школа Namco Digital Hollywood Game Laboratory, которая разработала хит Katamari Damacy 2004 года.
В конце года Накамура ушёл с поста президента компании, и его сменил Кюсиро Такаги. Обеспокоенный продолжающимися финансовыми трудностями компании, Накамура предложил Namco рассмотреть возможность слияния с другой компанией. Сначала Namco обратилась к разработчику Final Fantasy компании Square и издателю Dragon Quest компании Enix, предложив объединить три компании в одну. Ёити Вада, президенту Square, не понравились финансовые показатели Namco, и он отклонил предложение. Вместо этого Square согласилась на деловой союз с Namco. После этого Namco обратилась к компании Sega, которая на тот момент пыталась остаться на плаву после коммерческого провала Dreamcast. Команды разработчиков Sega и обширный каталог игр заинтересовали Namco, и она посчитала, что слияние могло бы позволить обеим компаниям повысить свою конкурентоспособность. Sega уже обсуждала слияние с производителем пачинко Sammy Corporation, и руководители Sammy были возмущены тем, что Sega рассматривает предложение Namco. Неудачная попытка отменить слияние заставила Namco отозвать своё предложение в тот же день, когда Sega объявила, что отказалась от предложения Sammy. Хотя Namco заявила, что готова вести переговоры с Sega о будущем соглашении, Sega отказалась от этой идеи.
Сигэити Исимура, зять Накамуры, 1 апреля 2005 года сменил Такаги на посту президента Namco, а Накамура сохранил за собой роль исполнительного председателя компании. Это было частью продолжающихся усилий Namco по реорганизации компании в соответствии с меняющимися рынками. 26 июля в рамках празднования своего 50-летия компания Namco выпустила NamCollection, сборник нескольких своих игр, для PlayStation 2 в Японии. Namco также открыла парк развлечений Рираку-но-мори, компаньон своего парка Namja Town, в котором находились массажные салоны для посетителей, и компания считала, что это поможет сделать релаксацию источником развлечений. Ритм-игра The Idolmaster, включающая в себя элементы симуляторов жизни, имела большой успех в Японии и привела к созданию многомиллионной франшизы.

### Поглощение компанией Bandai и роспуск (2005—2006)
В начале 2005 года Namco начала переговоры о слиянии с Bandai, компанией по производству игрушек и аниме. За год до этого они обсуждали возможность делового союза после того, как Namco совместно с Banpresto, дочерней компанией Bandai, создала аркадную игру по мотивам Mobile Suit Gundam. Bandai проявила интерес к навыкам Namco в разработке игр и посчитала, что объединение этих навыков с обширной библиотекой прибыльных персонажей и франшиз, таких как Sailor Moon и Tamagotchi, может повысить их конкурентоспособность в отрасли. Накамура и консультанты отдела разработки Namco выступили против этой идеи, так как посчитали, что корпоративная модель Bandai не будет хорошо сочетаться с рабочей средой Namco. Советники Namco также критиковали Bandai за то, что она уделяла больше внимания продвижению и маркетингу, чем качеству. Поскольку финансовое положение Namco продолжало ухудшаться, Исимура оказал давление на Накамуру, чтобы тот поддержал слияние. Предложение Bandai было принято 2 мая, при этом в совместном заявлении обе компании указали, что причиной слияния стали их финансовые трудности.
Деловое поглощение, в ходе которого Bandai приобрела Namco за 1,7 миллиарда долларов, было завершено 29 сентября. В тот же день был создан развлекательный конгломерат под названием Namco Bandai Holdings. Хотя их исполнительные департаменты объединились, Bandai и Namco стали независимо работающими дочерними компаниями нового зонтичного холдинга. Кюсиро Такаги, вице-председатель Namco, был назначен председателем и директором Namco Bandai Holdings. Обмен акциями по завершении был оценён в 458 миллиардов иен, что сделало Namco Bandai третьей по величине японской игровой компанией после Nintendo и Sega Sammy Holdings. Нетерпение Namco Bandai в вопросе проведения слияния и столкновение корпоративных культур обеих сторон привело к убыткам в размере 30 миллиардов иен. Пока материнская компания готовилась к полной интеграции бизнеса, Namco продолжала свою обычную деятельность, в частности, выпустив Ridge Racer 6 в качестве стартовой игры для недавно представленной Xbox 360 и сотрудничая с Nintendo в производстве аркадной игры Mario Kart Arcade GP. Компания отметила 25-летие своей серии Pac-Man игрой-головоломкой Pac-Pix для Nintendo DS и вышла на рынок массовых многопользовательских онлайн-игр с ролевой игрой Tales of Eternia Online, основанной на франшизе Tales.

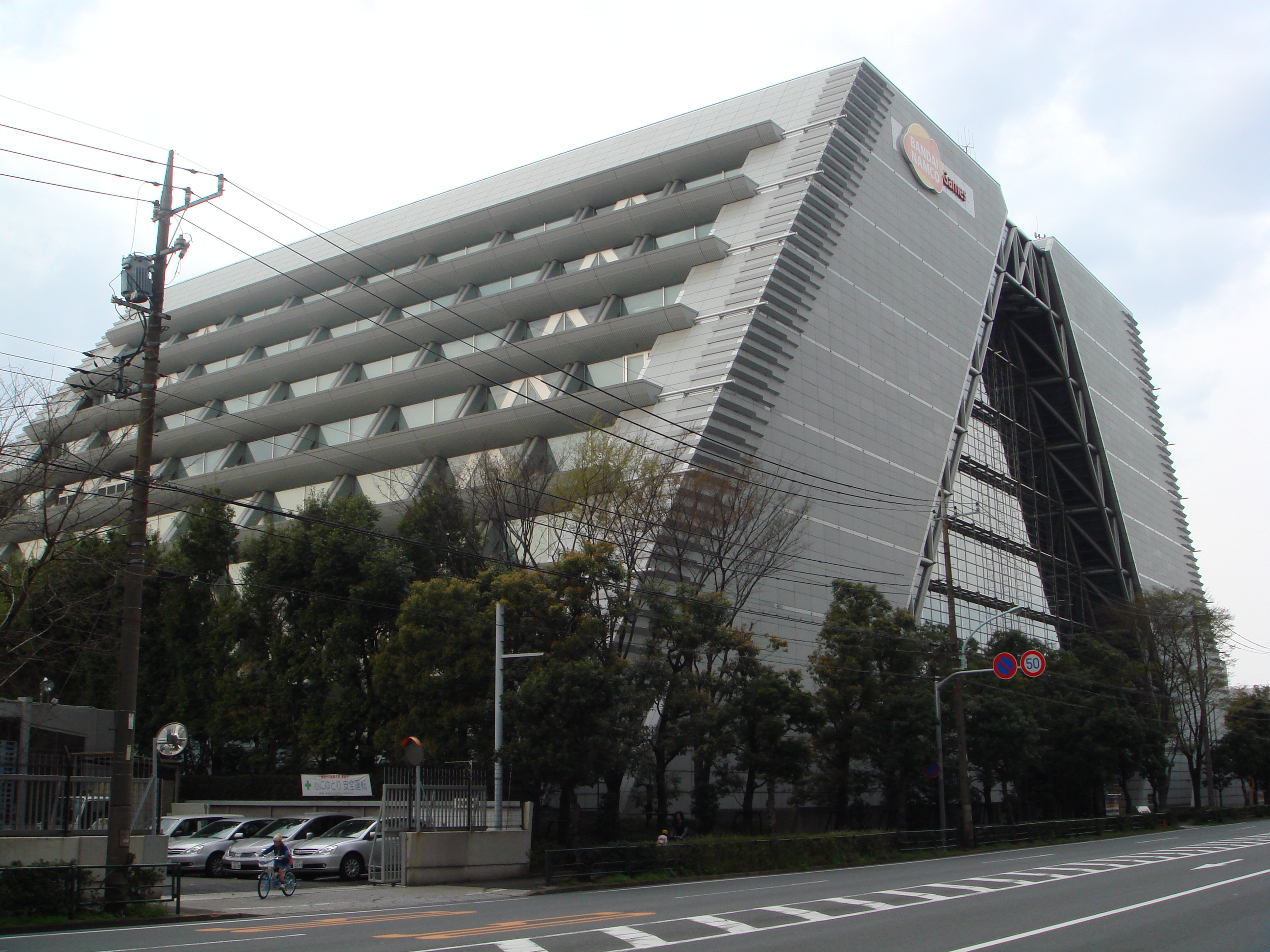
Бывшая штаб-квартира Namco Bandai Games в Синагаве, Токио.

4 января 2006 года Namco Hometek была объединена с Bandai Games — подразделением Bandai America, занимающимся компьютерными играми — и образовала компанию Namco Bandai Games America, которая поглотила дочерние компании Namco America и завершила слияние Namco и Bandai в Северной Америке. Подразделения Namco по приставочным играм, бизнес-программам, мобильным телефонам и исследовательские центры были объединены с приставочным подразделением Bandai с целью создания новой компании Namco Bandai Games 31 марта, а Namco была фактически распущена. В тот же день название Namco было дано новой дочерней компании Namco Bandai, которая переняла у своей предшественницы управление развлекательными заведениями и тематическими парками. 1 января 2007 года европейское подразделение Namco было включено в состав Namco Bandai Networks Europe, и было реорганизовано в подразделение компании, занимающееся мобильными играми и веб-сайтами. До апреля 2014 года Namco Bandai Games использовала логотип Namco в своих играх, что символизировало наследие бренда.
В январе 2012 года подразделение Namco Cybertainment было переименовано в Namco Entertainment, а в 2015 году — в Namco USA. Подразделение Bandai Namco Holdings USA, Namco USA сотрудничало с такими сетями кинотеатров, как AMC Theatres, размещая свои залы игровых автоматов в соответствующих заведениях. Другая компания Namco с 1 апреля 2018 года была переименована в Bandai Namco Amusement после корпоративной реструктуризации, проведённой её материнской компанией. Amusement взяла на себя отделение по разработке аркадных игр компании Namco Bandai Games, которая до этого в 2015 году переименовалась в Bandai Namco Entertainment. Namco USA была поглощена североамериканским отделением Bandai Namco Amusement в 2021 году после решения материнской компании выйти из индустрии управления залами игровых автоматов в США.